# The Strength to Dream
The Strength to Dream è l'album di debutto del gruppo musicale doom metal inglese Warning, pubblicato nel 1999. Il 12 maggio 2008 è stata pubblicata una riedizione, sia nell'originale formato CD che in doppio LP (quest'ultima edizione fu limitata a 500 copie).

## Tracce
1. The Return – 11:44
2. The Face That Never Dies – 7:14
3. Something Hurts – 7:50
4. How Can It Happen? – 10:12
5. The Strength to Dream – 13:15

## Formazione
- Patrick Walker - chitarra, voce
- Marcus Hatfield - basso
- Stuart Springthorpe - batteria